# 20 de desembre
El 20 de desembre és el tres-cents cinquantè dia de l'any del calendari gregorià i el tres-cents cinquanta-cinquè en els anys de traspàs. Queden 11 dies per a finalitzar l'any.

## Esdeveniments
Països Catalans
- 1965, Barcelona: Juan Marsé guanya el Premi Biblioteca Breve amb l'obra Últimas tardes con Teresa.[1]
- 1974, Andorra la Vella, Andorra: reobren la Biblioteca Nacional d'Andorra.
- 2003, Barcelona: Pasqual Maragall pren possessió com a 127è president de la Generalitat de Catalunya.

Resta del món
- 1046, Roma: Finalitza al pontificat de Papa Gregori VI, iniciat el 5 de maig de 1045. Enric III, valent-se dels privilegis que li atribuïen el Privilegium Othonis, el va obligar a abdicar i va ser desterrat a Colònia.
- 1803, Nova Orleans, Imperi colonial francès: al palau del Cabildo se celebra la cerimònia de cessió de la Louisiana (Nova França) als Estats Units per part de França, segons l'acord de compra de la Louisiana signat el 30 d'abril del mateix any entre Napoleó i el President dels Estats Units Thomas Jefferson.
- 1819, Edimburg, Regne Unit: es publica la novel·la Ivanhoe de Walter Scott, per l'editor Archibald Constable (en la portada ja consta la data 1820).
- 1860, Columbia, Carolina del Sud: l'Assemblea de l'estat declara dissolta la unió amb els Estats Units, fet que desencadena la Guerra de Secessió.
- 1940, Washington DC, EUA: Roosevelt pren possessió per tercera vegada del càrrec de President.
  - EUA: es publica el primer número de Captain America Comics on té lloc la primera aparició del Capità Amèrica.
- 1973, Madrid, Espanya: l'organització armada ETA assassina amb una bomba el president del govern espanyol Luis Carrero Blanco.
- 1987, Larry Wall distribueix la primera versió del llenguatge de programació Perl (Perl 1).
- 2015: eleccions generals espanyoles de 2015.

## Naixements
Països Catalans
- 1904 - Castelló de la Plana (la Plana Alta: Bernat Artola i Tomàs, poeta valencià (m. 1958).
- 1912 - Dusfort, Anoia: Maria Teresa Balcells i Llastarry, pianista i pedagoga catalana (m. 1996).[2]
- 1915 - Palamós, Baix Empordà: Adrià Sardó i Parals, violinista, director d'orquestra, mestre i compositor català (m. 2014).
- 1924 - Sabadell: Joan Corominas i Vila, empresari català, president del Banc Sabadell des del 1976 fins a 1999.
- 1925 - Barcelona: Oriol Bohigas i Guardiola, arquitecte català.
- 1926 - Barcelona: Maria Víctor Gil, atleta catalana, campiona de la Cursa Jean Bouin cinc anys seguits, del 1947 al 1951 (m. 2016).
- 1949 - Santander: Cristina Piris López-Doriga, política i sindicalista valenciana (m. 2003).[3]
- 1950 - el Figueró: Anna Bosch i Pareras, política i activista catalana (m. 2009).[4]
- 1953 - València: José Luis Roberto Navarro, polític ultradretà i empresari.
- 1954 - El Genovés, la Costera: Paco Cabanes Pastor, el Genovés, pilotari valencià reconegut com un dels millors de la història.
- 1969 - Neuss, RFA: Mónica Oltra Jarque política i advocada valenciana.[5]
- 1990
  - Girona: Marta Xargay i Casademont, jugadora de bàsquet catalana de l'Uni Girona.[6]
  - Barcelona: Andrea Guasch, actriu, cantant i ballarina.[7]

Resta del món
- 1841, París: Ferdinand Buisson, pedagog i polític francès, Premi Nobel de la Pau de 1927 (m. 1932).
- 1848, Amsterdam, Països Baixos: Hugo Nolthenius, músic holandès.
- 1852, Santiago de Compostel·la: Eugenia Osterberger, compositora i pianista espanyola del Romanticisme (m. 1932).[8]
- 1890, Praga, Imperi Austrohongarès: Jaroslav Heyrovský, químic txecoslovac, Premi Nobel de Química de 1959 (m. 1967).
- 1898, Louisville, Kentucky: Irene Dunne, actriu de cinema estatunidenca (m. 1990).[9]
- 1915, Tolosa: Cecilia G. de Guilarte, reportera de guerra i escriptora basca exiliada.[10]
- 1921, La Plata, Buenos Aires, Argentina: Aurora Venturini, novel·lista, contista, poeta, traductora i assagista argentina (m. 2015).[11]
- 1927, GeoJe, GyeongSang, Corea del Sud: Kim Young-sam, polític coreà, president de Corea del Sud (m. 2015).[12]
- 1934, Madrid: Juan María Alponte, periodista, catedràtic i historiador espanyol, nacionalitzat mexicà.
- 1947, Verona: Gigliola Cinquetti, cantant i presentadora de televisió italiana.[13]
- 1950, Ponte Caldelas, Galícia: Suso Vaamonde, cantautor i compositor gallec. Va formar part del moviment musical i reivindicatiu Voces Ceibes.
- 1955, Hehlrath, Rin del Nord-Westfàlia, República Federal Alemanya: Martin Schulz, polític i llibreter alemany.
- 1963, Madrid, Espanya: Helena de Borbó i Grècia, aristòcrata espanyola, Infanta d'Espanya.
- 1964, Ciutat de Mèxic: Gabriela Ortiz, compositora i professora mexicana.[14]
- 1979, Florència, Itàlia: Chiara Francini, actriu

## Necrològiques
Països Catalans
- 1783, El Escorial, Madrid: Antoni Soler i Ramos, compositor i organista català (54 anys)
- 1957, Barcelona: Clotilde Pascual i Fibla, pintora i escultora catalana[15]
- 1911, Barcelona: Joan Maragall, poeta i escriptor català, figura cabdal dins la poesia modernista del canvi de segle XIX al XX
- 1926, Barcelona: Narcisa Freixas i Cruells, compositora catalana i pedagoga musical.[16]
- 1993, Barcelona: Emília Trepat i Riba, atleta catalana[17]
- 1997, Tampico (ciutat mexicana): Cecilia Sanz Sanz, escriptora i metgessa valenciana exiliada del franquisme (83 anys)[18]
- 2009, Alzira, la Ribera Alta: Enric Solbes, pintor i il·lustrador valencià (49 anys)

Resta del món
- 1550, Estrasburg: Matthias Greitter, compositor i organista
- 1699, Goa, Índia: Lodovico Antonio Luca Adorno, jesuïta italià, missioner a la Xina
- 1929, Montelaimar, França: Émile Loubet, advocat, President de la República Francesa[19]
- 1937, Tutzing, Baviera: Erich Ludendorff, militar prussià[20]
- 1973, Madrid, Espanya: Luis Carrero Blanco, president del govern espanyol, assassinat amb una bomba pel grup armat ETA
- 1982, Ginebra, Suïssa: Arthur Rubinstein, pianista polonès d'origen jueu
- 1996, Seattle, EUA: Carl Sagan, popular astrònom estatunidenc i divulgador científic.
- 1998, Cambridge, Anglaterra: Alan Lloyd Hodgkin, biofísic anglès, Premi Nobel de Medicina o Fisiologia l'any 1963
- 2008, Lyme, EUA: Robert Mulligan, director de cinema i televisió estatunidenc[21]
- 2016, Meudon: Michèle Morgan, actriu francesa[22]
- 2017, París: Annie Goetzinger, dibuixant de còmic francesa[23]

## Festes i commemoracions
- Santoral: sants Zeferí I, papa; sant Arquelau; Eugeni i Macari de Mauritània; Ursicí del Jura, eremita; Domènec de Silos, abat; beat Vincenzo Romano, prevere; beat Gonçal de Silos, monjo; Pere de Cadireta, màrtir; Pietro Massaleno, monjo; servent de Déu Joaquim Rosselló i Ferrà (Mallorca, 1833-1909), fundador dels Missioners dels Sagrats Cors de Jesús i Maria.